# Зараменьє
Зараме́ньє (рос. Зараменье) — присілок у складі Дмитровського міського округу Московської області, Росія.

## Населення
Населення — 23 особи (2010; 21 у 2002).
Національний склад (станом на 2002 рік):
- росіяни — 100 %